# Evolution (Kurzfilm)
Evolution ist ein kanadischer animierter Kurzfilm von Michael Mills aus dem Jahr 1971.

## Handlung
Eine erdenähnliche Landschaft liegt still und unbewohnt da. Nur in einem See fängt Leben an: Kleine Einzeller fangen kichernd und glucksend mit der Zellteilung an, schauen sich zweizellig gegenseitig an und bilden hin und wieder mehrzellige Gebilde, die später von Raubfischen verspeist werden, die von größeren Raubfischen verspeist werden, die von großen Seeorganismen verspeist werden. Irgendwann rettet sich ein zweibeiniges, flügelloses Vogelwesen auf der Flucht vor einem Raubfisch an Land. Die Sonne trocknet plötzlich den See aus und so stellt sich heraus, dass nur der Vogel an Land atmen kann.
Allein langweilt sich der Vogel bald und beginnt, jaulende Laute von sich zu geben. Es findet sich eine Vogeldame, die sich dafür interessiert. Die Reproduktion beginnt, sei es über das Eierlegen, wobei die Kinder fertig aus den vom Vater aufgebrochenen Eiern laufen, oder über eine Ofenfunktion, bei der das kurzzeitweckerartige Klingeln den Schlüpfstatus der Kinder anzeigt und sich der Bauch der Mutter über eine Klappe öffnet.
Am Ende beginnt das erste vierbeinige Wesen sich auf zwei Beine aufzurichten, als es einen Vogel betrachtet. Es findet ein Weibchen, die Reproduktion über das Aufpusten des nasenähnlichen Rüssels, das die Kinder aus dem Kopf der Mutter springen lässt, führt auch zur Geburt eines Aliens. Dieses entschwebt mit seinem Raumschiff gen Erde, wo es für großes Aufsehen sorgt.

## Auszeichnungen
Evolution wurde 1972 für einen Oscar in der Kategorie „Bester animierter Kurzfilm“ nominiert, konnte sich jedoch nicht gegen The Crunch Bird durchsetzen.
Im Jahr 1971 wurde Michael Mills mit dem Canadian Film Award in der Sparte „Animation“ ausgezeichnet.